# Ippodromo San Marone
Ippodromo San Marone, även kallad Ippodromo Mori Civitanova Marche, är en travbana i Civitanova Marche i provinsen Macerata i Italien, öppnad 2000. Huvudbanans totala längd är 1 000 meter.

## Om banan
Ippodromo San Marone invigdes i augusti 2000, och ligger på 150 meters höjd.
På anläggningen finns tre olika banor; huvudbanan med en längd på 1000 meter, träningsbanan med en längd på 800 meter, samt en rakbana med en längd på 1200 meter. På banans stallbacke finns 200 boxplatser för hästar. I anslutning till anläggningen finns även museet Il Museo Storico, där man bevarat historia från både italiensk och europeisk travsport.